# Al Loquasto
Albert John „Al” Loquasto Jr. (ur. 21 czerwca 1940 roku w Easton, zm. 13 lipca 1991 roku w New Smithville) – amerykański kierowca wyścigowy.

## Życiorys
Loquasto rozpoczął karierę w międzynarodowych wyścigach samochodowych w 1969 roku od startów w USAC National Championship. Z dorobkiem sześćdziesięciu punktów został sklasyfikowany na pięćdziesiątej pozycji w końcowej klasyfikacji kierowców. W późniejszym okresie Amerykanin pojawiał się także w stawce CART Indy Car World Series, Indianapolis 500 oraz NASCAR Winston Cup.
W CART Indy Car World Series Chandler startował w latach 1979-1984. Najlepszy wynik Amerykanin osiągnął w 1979 roku, kiedy uzbierane siedemdziesiąt punktów dało mu 26. miejsce w klasyfikacji generalnej.